# 薩埃韋
50°45′9″N 34°8′36″E / 50.75250°N 34.14333°E
薩耶韋（烏克蘭語：Саєве）是位於烏克蘭東北部的村莊，由蘇梅州羅姆內區的維利沙納市鎮負責管轄。該村分別距離加夫里基、大盧基0.5公里和季姆琴基2公里，海拔高度146米，2001年人口327。